# 容错计算机系统
容错计算机系统是一种采用了大量硬件和软件措施的系统，其中还包括电源组件，用以提供持续稳定的电源环境，以防止中断。这些系统能够容忍故障和错误，并采用特殊软件程序和自检逻辑程序，这些程序被设计成电路的一部分，用于检测硬件问题并自动切换到备用设施。在不涉及计算机系统的情况下，系统中的部件可以被移除或修复。